# Pont Aunes
Le pont Aunes (en finnois : Aunessilta) est un pont du quartier Kämmenniemi à  Tampere en Finlande.

## Présentation
Construit entre 1898 et 1899, le pont a une longueur totale de 46,7 mètres et une portée libre de 19 mètres. La rambarde du pont est de 4,6 mètres et la hauteur du passage sous le pont est de 6 mètres. Le pont Aunes est construit sur la roche.
Le pont sur le la baie Paarlahti a été conçu par l'architecte Georg Schreck.
Dans les années 1970, le pont était traversé entre Tampere et Ruovesi, par la route régionale 338.
Le pont a été utilisé par les transports publics jusqu'en 1983, lorsque le pont de Kaitavesi, qui l'a remplacé, a été achevé à proximité.
Le pont de Aunes a été restauré en tant que pont musée et n'est plus utilisé que pour la circulation douce.
La direction des musées de Finlande l'a aussi classé parmi les sites culturels construits d'intérêt national en Finlande.
L'arc en pierre du pont est le plus grand de Finlande et de taille considérable dans les pays nordiques,.

## Galerie

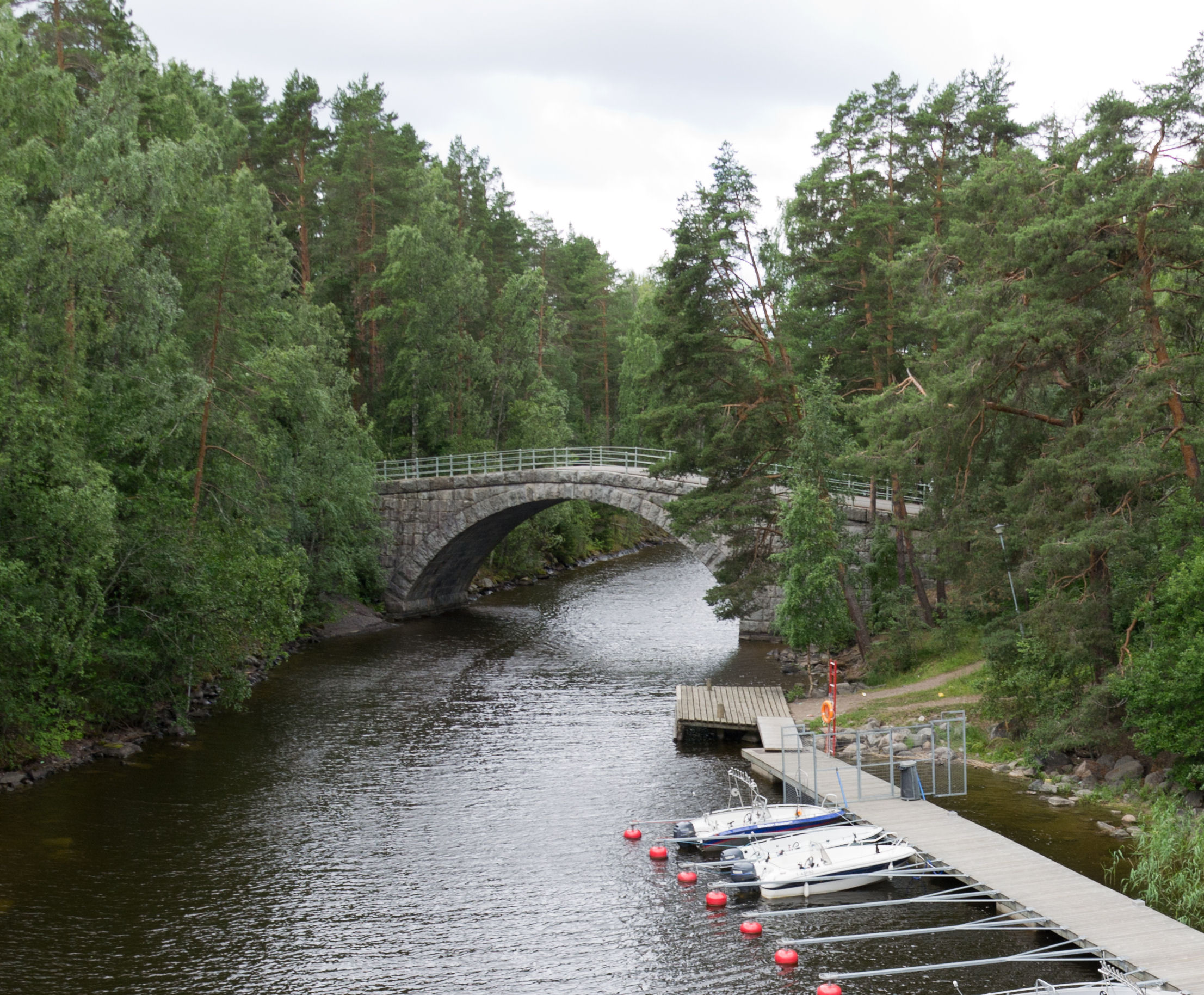
Aunessilta.
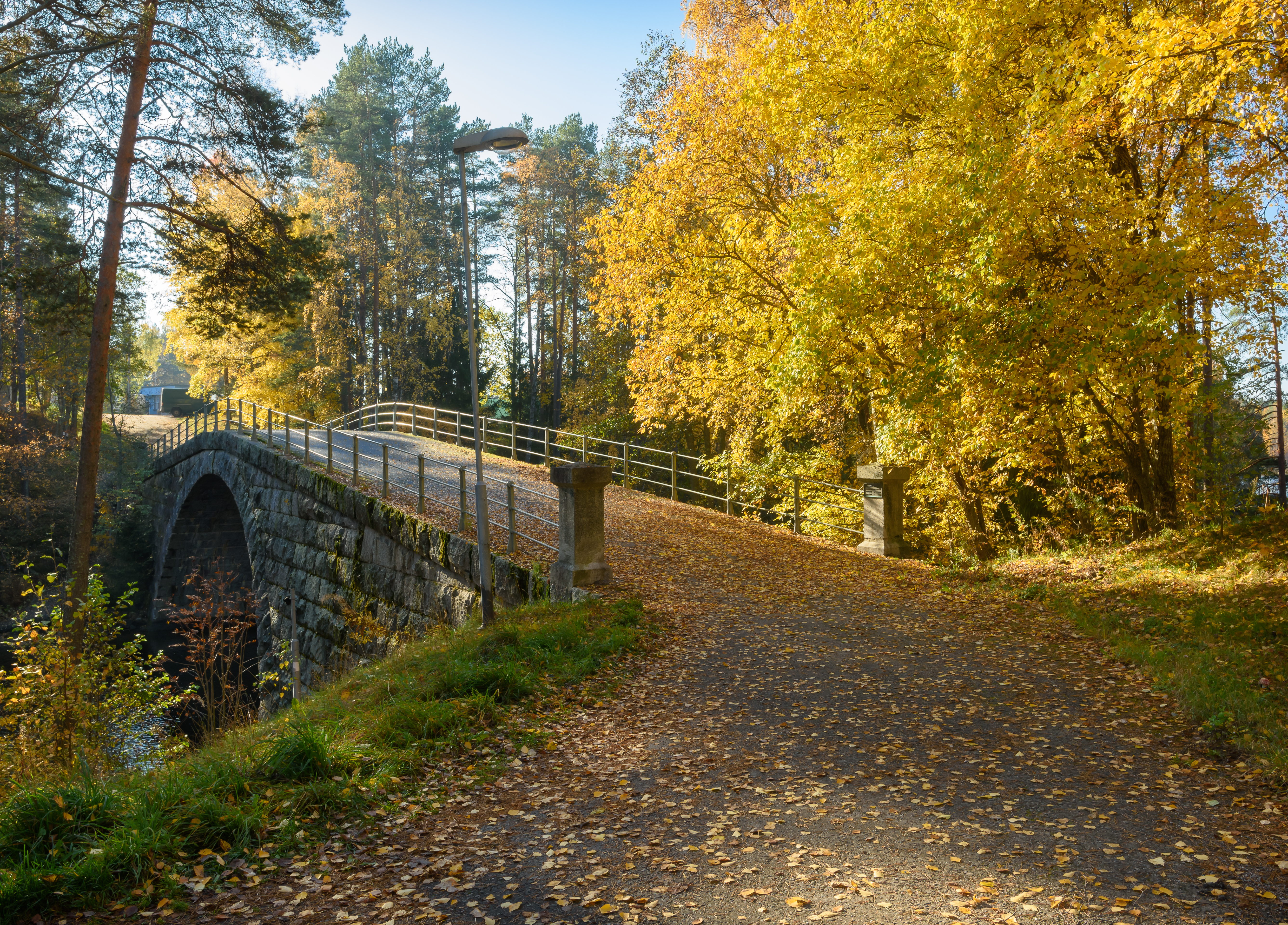
Automne sur Aunessilta.
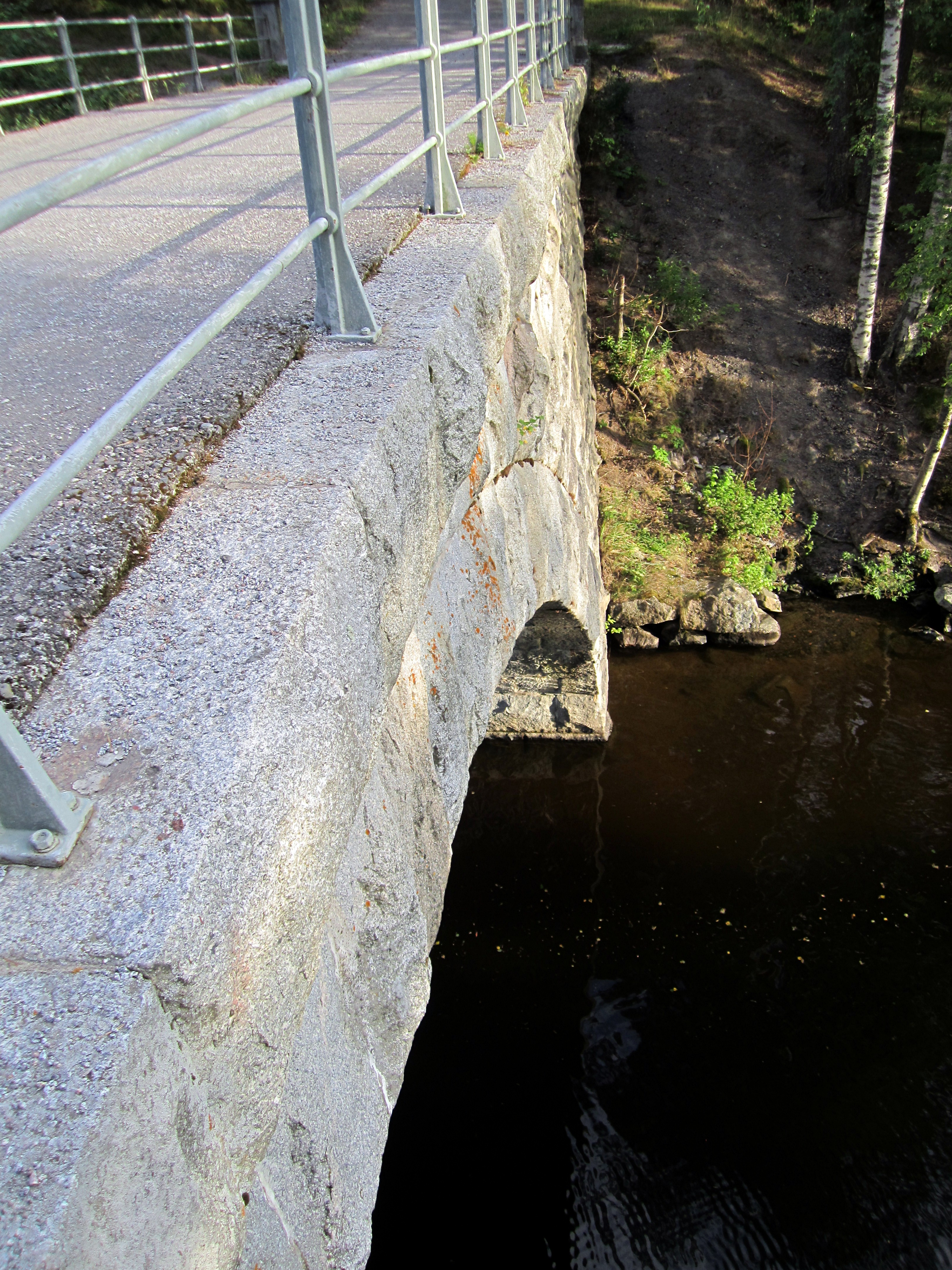
La voute d'Aunessilta.
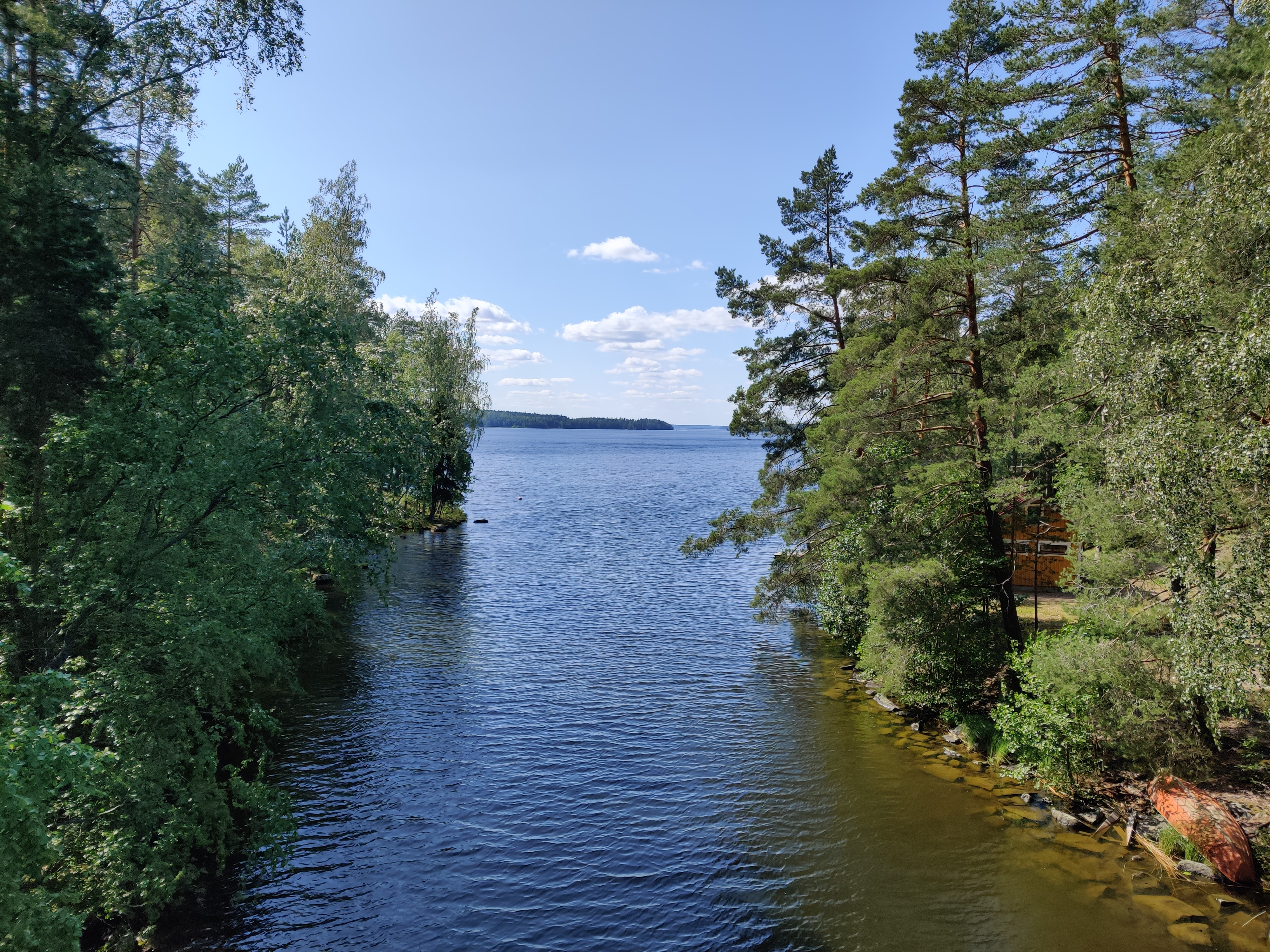
Le lac Näsijärvi vu d'Aunessilta.